# Rentry
株式会社rentry（レントリー）は、長野県長野市に本社を置く、Webサービスの開発・運営を行う日本の企業。2018年に設立。
主な事業として、カメラ・家電が3泊4日からレンタルできるサービス「Rentry」を運営。
その他、Webメディア「Rentryノート」や映像制作・動画編集事業等も行っている。

## 沿革
- 2018年3月　株式会社rentryを設立[1]
- 2018年4月　Webメディア「Rentryノート」運営開始[2]
- 2018年8月　カメラ・家電のレンタルサービス「Rentry」運営開始[2]
- 2019年　長野県白馬村スキー場にて店頭レンタルサービス・撮影サービスを開始[2][3]

## 提供サービス
- カメラ・家電のレンタルサービス「Rentry」[4]
- 家電メディア「Rentryノート」[5]
- 映像制作・動画編集事業[6]
- オフラインレンタル・映像撮影事業[3]